# برزینی
برزینی (به چکی: Březiny) یک منطقهٔ مسکونی در جمهوری چک است که در ناحیه سویتاوی واقع شده‌است. برزینی ۷٫۲ کیلومتر مربع مساحت و ۱۵۲ نفر جمعیت دارد و ۶۰۵ متر بالاتر از سطح دریا واقع شده‌است.